# Mikhayl Assaf
Mikhayl Assaf (* 27. Oktober 1887 in Damaskus, Syrien; † 10. August 1970) war der zweite Erzbischof der Melkitischen Griechisch-Katholischen Kirche von Petra und Philadelphia in Jordanien. Er wurde Nachfolger von Erzbischof Paolo Salman.

## Leben
Am 20. Juli 1912 empfing Mikhayl Assaf die Priesterweihe. Seine Ernennung zum Erzbischof von Petra und Philadelphia erhielt er am 19. September 1948, die Bischofsweihe spendete ihm Patriarchalvikar Antonio Farage am 10. Oktober 1948. Mitkonsekratoren waren der Erzbischof von Bosra und Hauran, Pierre Chami SMSP, und Vincent Gelat, Weihbischof im Lateinischen Patriarchat von Jerusalem.
In seiner über zwanzigjähriger Amtszeit war er Konzilsvater der ersten beiden Sitzungsperioden des Zweiten Vatikanischen Konzils. Er weihte Nicolas Naaman SMSP zum Erzbischof von Bosra und Hauran (Syrien). Weiterhin assistierte er als Mitkonsekrator bei Gabriel Abdou-Saada zum Titularbischof von Caesarea in Palaestina dei Greco-Melkiti, Georges Haddad zum Erzbischof von Tyros (Libanon), Giacomo Giuseppe Beltritti zum Patriarch von Jerusalem der melkitischen Kirche  und Neemeh Simann zum Titularbischof von Termessus. Sein Nachfolger wurde Saba Youakim.